# Mnemea (satélite)
Mnemea (del griego Μνήμη Mnimi), o Júpiter XL, es un satélite irregular y retrógrado de Júpiter. Fue descubierto por un equipo de astrónomos de la Universidad de Hawái liderado por Scott S. Sheppard, en 2003. Su designación provisional fue S/2003 J 21.
Mnemea tiene aproximadamente 2 km de diámetro y orbita a Júpiter a una distancia media de 21,427 millones de km en 640,769 días, con una inclinación de 149° de la eclíptica (148° del ecuador de Júpiter) con una excentricidad de 0,2214.
Fue nombrado en marzo de 2005 como Mnemea, una de las tres Musas originales.
Mnemea pertenece al grupo de Ananké, lunas jovianas irregulares y retrógradas que se encuentran entre los 19,3 y los 22,7 millones de km, con inclinaciones que rondan los 150°.